# Tremoctopus violaceus
 Tremoctopus violaceus — вид восьминогів родини Tremoctopodidae.

## Поширення
Поширений у теплих водах Атлантики та у Середземному морі. Це бентосний вид, який зустрічається переважно на м'якому дні.

## Опис
Вид має досить помітний статевий диморфізм. Самиця виростає до 2 м в довжину і важить 10 кг. Самець, навпаки, має довжину лише 3 см і важить 0,5 г. Він сягає такого ж розміру, як і зіниця самиці. Самиця може бути в 40 000 разів важчою за свого партнера, що є рекордом серед великих тварин. Такий надзвичайний статевий диморфізм відомий у царстві тварин лише у деяких вусоногих ракоподібних та у хробака Bonellia viridis.
Самці та молоді самиці використовують для захисту відірвані отруйні щупальця португальського кораблика (Physalia physalis); вони самі несприйнятливі до отрути. Щупальця утримуються за допомогою присосок на двох верхніх плечах.

## Спаровування
Одна з восьми рук самця порожня і наповнюється спермою. Коли він знаходить самицю, ця рука (гектокотиль) відривається від тіла і самостійно рухається в мантійну порожнину самиці. Гектокотиль залишається там, доки самиця не запліднить яйцеклітини спермою. Після спарювання самець гине.